# Famenne Ardenne Classic 2017
De eerste editie van de wielerwedstrijd Famenne Ardenne Classic vond plaats op 11 oktober 2017. De 120 deelnemers moesten een parcours van 195 kilometer in en rond Marche-en-Famenne afleggen. De wedstrijd maakte deel uit van de UCI Europe Tour, met de categorie 1.1. De Nederlander Moreno Hofland won, voor de Belgen Emiel Vermeulen en Maxime Vantomme.

## Uitslag
| Plaats  | Naam               | Ploeg                        | Tijd     |
| ------- | ------------------ | ---------------------------- | -------- |
| Winnaar | Moreno Hofland     | Lotto Soudal                 | 4u51'15" |
| 2       | Emiel Vermeulen    | Roubaix Lille Métropole      | z.t.     |
| 3       | Maxime Vantomme    | WB Veranclassic Aqua Protect | z.t.     |
| 4       | Colin Stüssi       | Roth-Akros                   | z.t.     |
| 5       | Jordan Levasseur   | Armée de Terre               | z.t.     |
| 6       | Xandro Meurisse    | Wanty-Groupe Gobert          | z.t.     |
| 7       | Marvin Tasset      | AGO-Aqua Service             | z.t.     |
| 8       | Dimitri Peyskens   | WB Veranclassic Aqua Protect | z.t.     |
| 9       | Taco van der Hoorn | Roompot-Nederlandse Loterij  | z.t.     |
| 10      | Dries De Bondt     | Vérandas Willems-Crelan      | z.t.     |
| 11      | Jesper Asselman    | Roompot-Nederlandse Loterij  | z.t.     |
| 12      | Huub Duijn         | Vérandas Willems-Crelan      | z.t.     |
| 13      | Sébastien Delfosse | WB Veranclassic Aqua Protect | z.t.     |
| 14      | Mathias De Witte   | Cibel-Cebon                  | z.t.     |
| 15      | Stephen Williams   | SEG Racing Academy           | z.t.     |
| 16      | Kévin Van Melsen   | Wanty-Groupe Gobert          | z.t.     |
| 17      | Guillaume Martin   | Wanty-Groupe Gobert          | z.t.     |
| 18      | Frederik Backaert  | Wanty-Groupe Gobert          | z.t.     |
| 19      | Martijn Budding    | Roompot-Nederlandse Loterij  | z.t.     |
| 20      | Thomas Degand      | Wanty-Groupe Gobert          | z.t.     |

2017 · 2018 · 2019 · 2020 · 2021 · 2022 · 2023 · 2024 · 2025